# Ernst Koch (Schriftsteller)
Ernst Wilhelm August Peter Koch (* 3. Juni 1808 in Singlis bei Borken (Hessen); † 24. November 1858 in Luxemburg (Stadt)) war ein deutscher Dichterjurist in der Zeit der Romantik; Pseudonyme: Eduard Helmer, Leonhard Emil Hubert, Hubertus.

## Werdegang

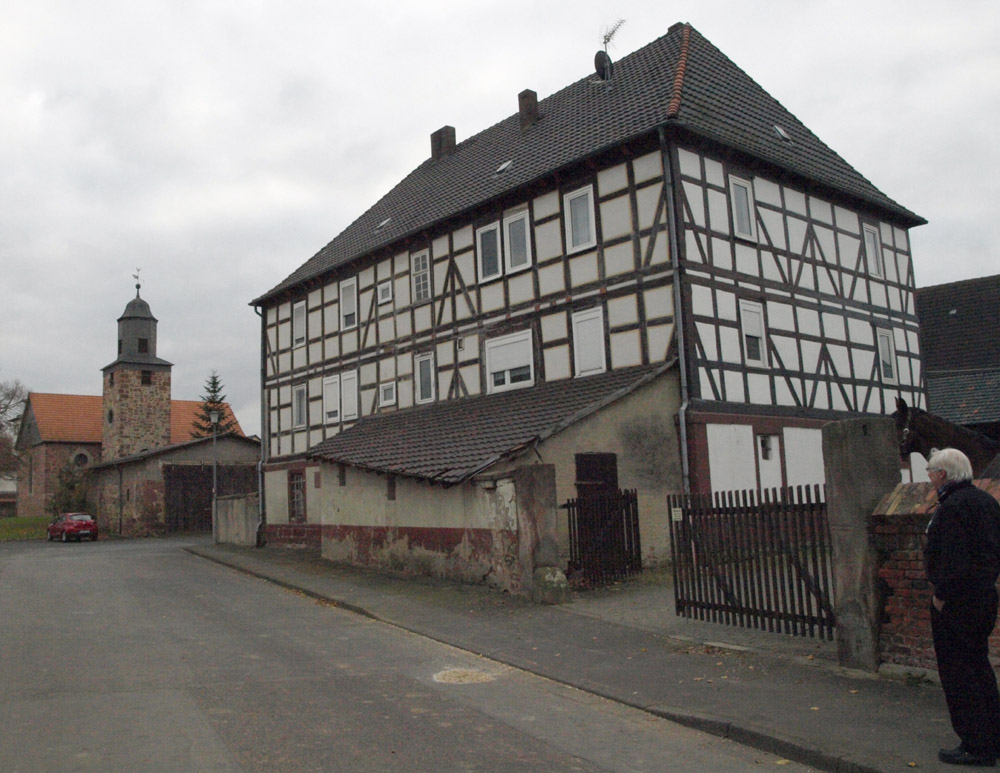
Geburtshaus von Ernst Koch in Singlis

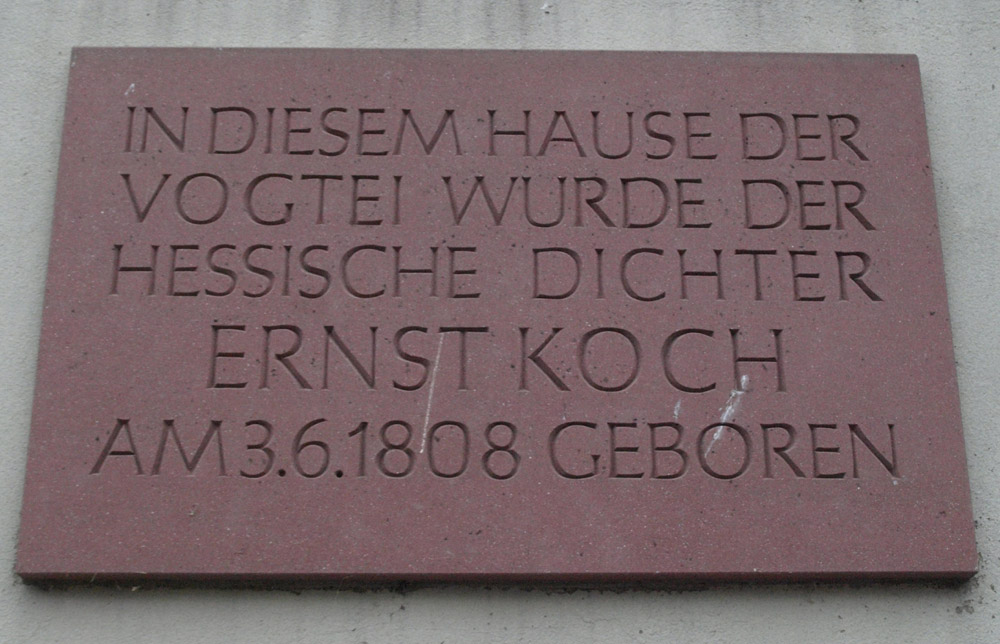
Gedenktafel am Geburtshaus von Ernst Koch

Ernst Koch wurde in Singlis bei Borken (Hessen) im Haus seines Großvaters, des Vogts der Philipps-Universität Marburg, Conrad Hermann Murhard, geboren. Er war das erste Kind von Johanna Auguste geb. Murhard und Karl Georg Koch, seinerzeit Friedensrichter (nach dem Recht des Königreichs Westphalen) in Oberaula.

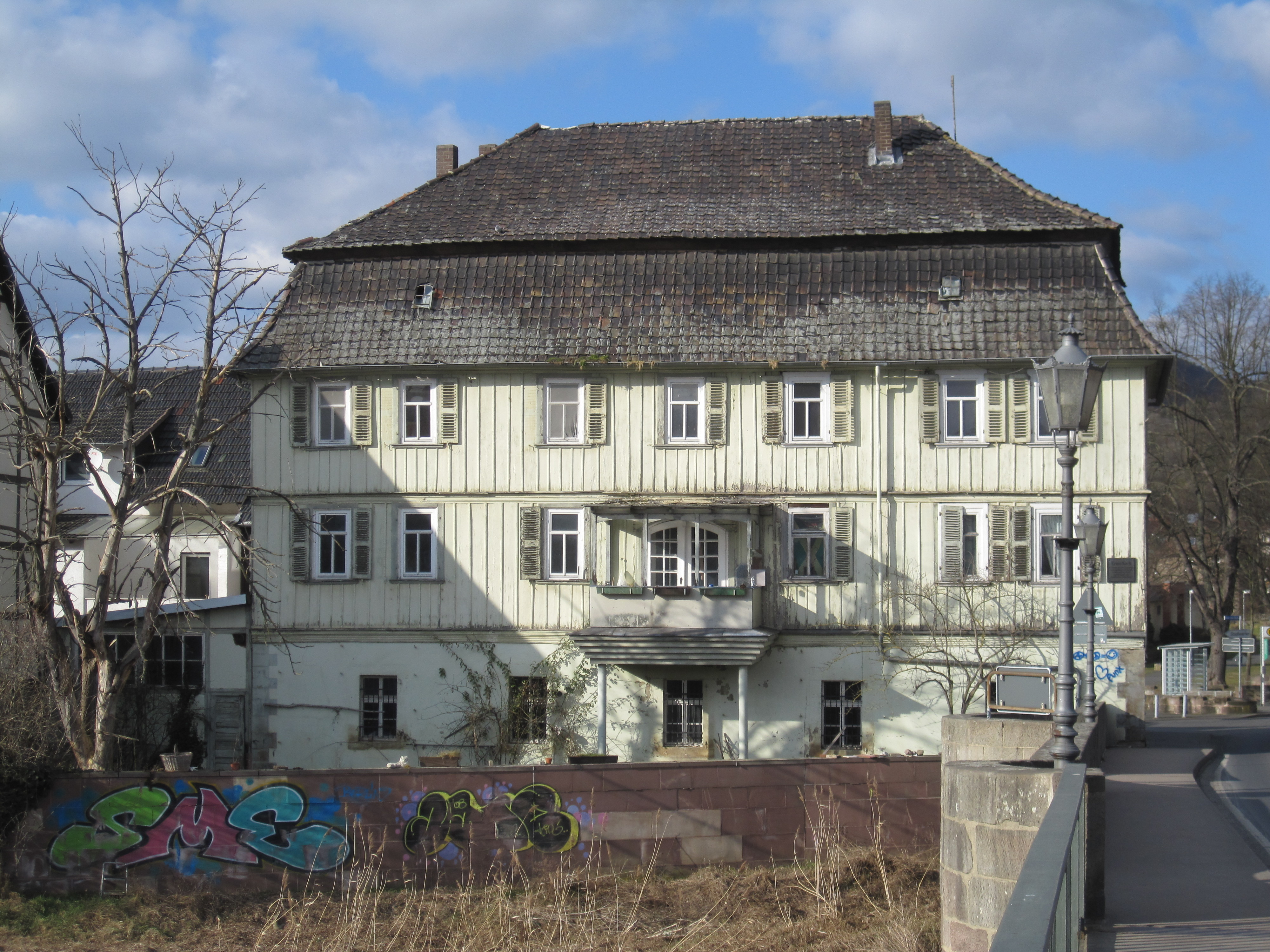
Haus in Witzenhausen, in dem Ernst Koch als Kind wohnte

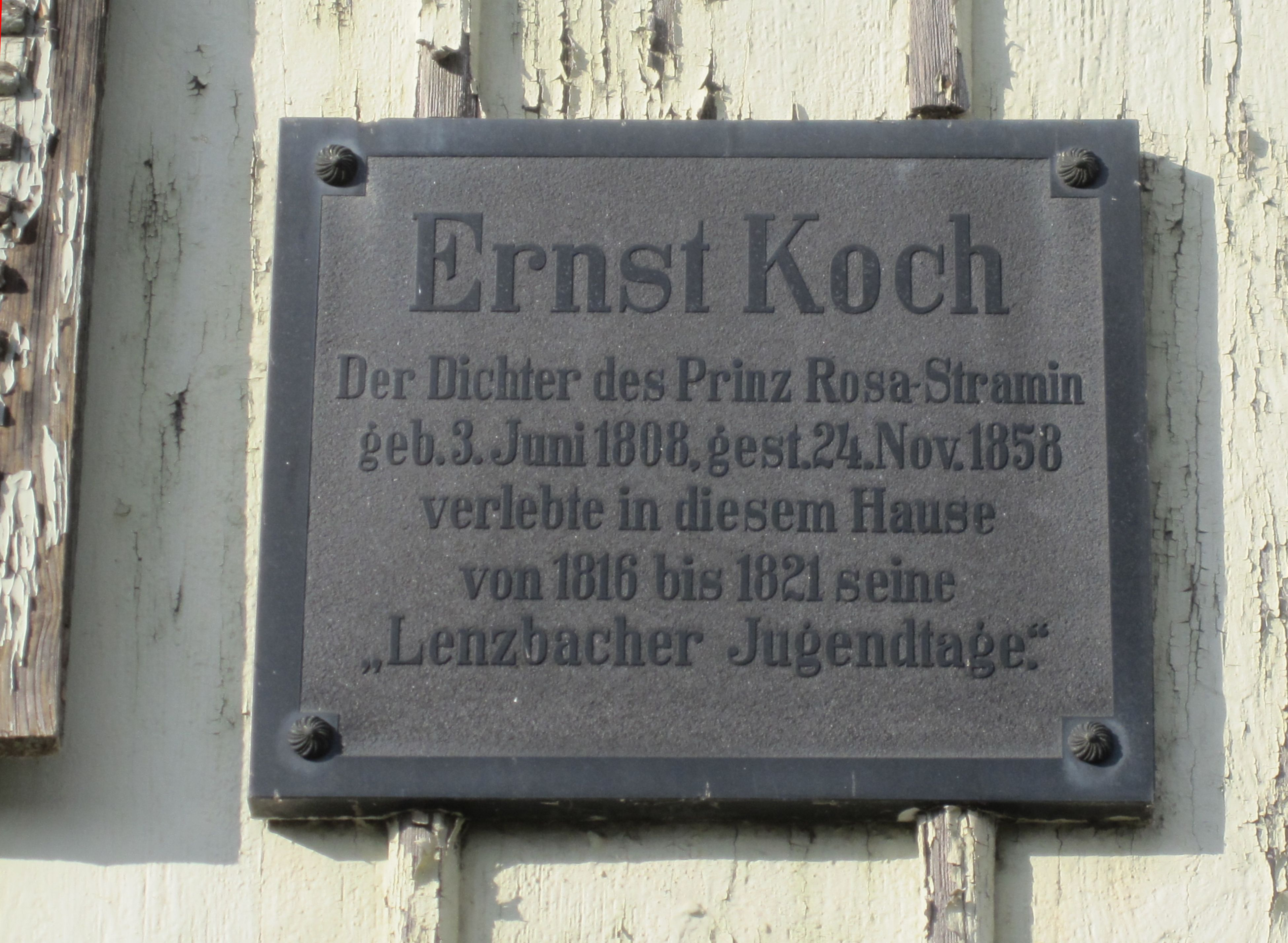
Plakette am Haus in Witzenhausen

Seine Kindheit verbrachte er zunächst in Neukirchen (Knüll) und Waldkappel, bis er vom 8. bis 14. Lebensjahr in Witzenhausen lebte, das er später in Prinz Rosa-Stramin verklärend „Lenzbach“ nannte. Nach der Versetzung seines Vaters nach Kassel besuchte er dort das Lyceum Fridericianum. Als einer der Besten seines Jahrgangs durfte er zum Abschluss eine „valedictio“ (Abschiedsrede) halten. Der Titel seiner Abschiedsrede – gehalten am 21. März 1825 – lautete „De reverentia parentum“ („Über die Ehrfurcht vor den Eltern“).

### Studium

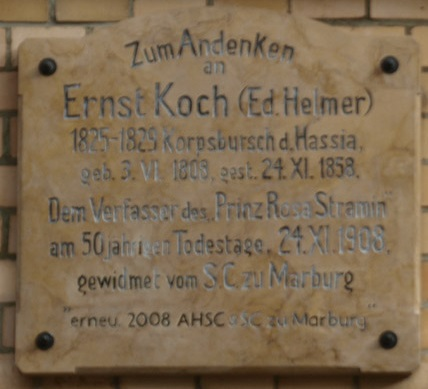
Marburg Marktplatz: Gedenktafel für Ernst Koch

Nach dem Abitur studierte er an der Philipps-Universität Marburg und der Georg-August-Universität Göttingen Rechtswissenschaft.  Er wurde Mitglied des Corps Hassia Marburg und des Corps Hassia Göttingen. Mit einer Doktorarbeit bei dem Marburger Staatsrechtler Sylvester Jordan wurde er 1829 zum Dr. iur. promoviert. Sie befasste sich mit den „Rechten desjenigen, der aus fremder Materie etwas herstellt“ (heute: §§ 946 ff. Bürgerliches Gesetzbuch: Verbindung, Vermischung, Verarbeitung). Seine Absicht, sich im Sommer 1830 in Berlin an der Königlichen Friedrich-Wilhelms Universität zu habilitieren, gab er wegen der Julirevolution von 1830 und der folgenden politischen Ereignisse im Kurfürstentum Hessen auf. Prägend für ihn waren die Zusage einer Verfassung durch den hessischen Kurfürsten am 15. September 1830 und die Proklamation der Kurhessischen Verfassung von 1831. An deren Formulierung war sein Doktorvater  maßgeblich beteiligt. Koch kehrte nach Kassel zurück und wurde dort 1831 Referendar am Obergericht.

### Dichter und Politiker
Ermutigt durch die in der neuen Verfassung gewährte „Pressefreiheit“ (§ 37 der Verfassung), gründete Ernst Koch mit seinem ehemaligen Studienkollegen Salomon Hahndorf die Kasselschen Blätter für Geist und Herz. Wegen des massiven Einschreitens seines Vaters konnte er lediglich einen Artikel veröffentlichen. In den Wöchentlichen Unterhaltungen, ein Begleiter des Verfassungsfreunds veröffentlichte er im Zeitraum November 1831 bis April 1832 u. a. sechs Aufsätze, die er nachts heimlich schrieb. Er betitelte sie Vigilien des armen Rechtskandidaten Leonhard Emil Hubert.
1832 war Koch zudem beruflich erfolgreich. Er wurde zunächst Sekretär des Landtagskommissars, später auch „Referent“ im Innenministerium, das von dem reaktionären Ludwig Hassenpflug geleitet wurde. Die Bekanntschaft mit der in Kassel zu Besuch weilenden Henriette von Bosse, der 19-jährigen Tochter eines Oberstleutnants (a. D.), fiel in diese Lebensepoche. 1832 verlobte er sich mit Henriette, die bei ihren Eltern in Braunschweig lebte, so dass der Kontakt der Verlobten nur durch Briefwechsel möglich war. Ostern 1833 besuchte Ernst Koch seine Braut in Braunschweig.
Aufgrund der von Hassenpflug betriebenen „reaktionären Politik“, die sich u. a. gegen die kurhessische Verfassung von 1831 richtete, wollte Ernst Koch nicht unter seiner Leitung arbeiten. Er gab 1834 seine Stelle als Referent auf, um seine juristische Ausbildung als Referendar – ohne Bezüge – fortzusetzen. Da er diese berufliche Veränderung seiner Braut und deren Eltern verschwieg, lösten diese die Verlobung.
Auf Drängen und mit finanzieller Unterstützung seiner Freunde, darunter seines Freundes Hahndorf, fasste Koch seine bereits fertiggestellten, bis dahin unveröffentlichten Texte zusammen und veröffentlichte sie als Buch unter dem Titel Prinz Rosa-Stramin. Zu dem merkwürdigen Titel hatte ihn Henriette angeregt, da sie ihm ein in rosa Stramin gebundenes Notizbuch schenkte, auf das sie einen persischen Prinzen gestickt hatte.
Franz Dingelstedt bezeichnete dieses Werk in August Lewalds Zeitschrift „Europa“ (Jahrgang 1836, S. 73) als einen „Torso, ein Fragment ohne Anfang und Ende, allein eine schwellende Saat, aus der in besserem Boden die reichste Aernte eerwachsen wäre....“. Prinz Rosa-Stramin schildert Ereignisse aus Kochs Jugend- und Studentenzeit, verklärt Witzenhausen als „Lenzbach“ und setzt sich ironisierend mit dem damals aktuellen Bürgergardewesen auseinander. Im Vergleich seiner Studienstädte (um 1826) kommt Koch darin zu dem vielzitierten, für Marburg positiven Urteil: „Göttingen hat eine Universität, Marburg ist eine, …“ Er besingt darin auch seine Verlobte Henriette von Bosse. Der letzte Satz des Buches lautet: „Henriette. Henriette, ich liebe dich und du bist schön wie die Sonne im Aufgang!“

### Flucht und Exil
„Ich begann statt der Prüfungsarbeiten ein ungebundenes Leben, das mich in Schulden und allerlei Verwirrung stürzte, und im Dezember 1834 zu dem Entschlusse brachte, das Vaterland heimlich und ohne bestimmte Aussicht zu verlassen“, so schildert Koch selbst die Situation, die ihn zu seiner Flucht aus Kassel veranlasste. Seine Flucht führte ihn nach Straßburg und anschließend nach Paris. Da er keine Möglichkeit fand, seinen Unterhalt zu verdienen, zwang ihn finanzielle Not, in die Fremdenlegion einzutreten.
Nach einem Aufenthalt in Nordafrika zog Koch mit der von Frankreich an die Regentin Maria Christina von Spanien „verkauften“ Legion nach dort, wo sie in verlustreichen Kämpfen des Ersten Carlistenkriegs eingesetzt wurde. Von 7.000 Legionären überlebten diesen spanischen Bürgerkrieg nur 381. In der Erzählung Aus dem Leben eines bösen Jungen schildert Koch später seine Erlebnisse als Fremdenlegionär. Noch in Spanien trat Ernst Koch zum römisch-katholischen Glauben über.

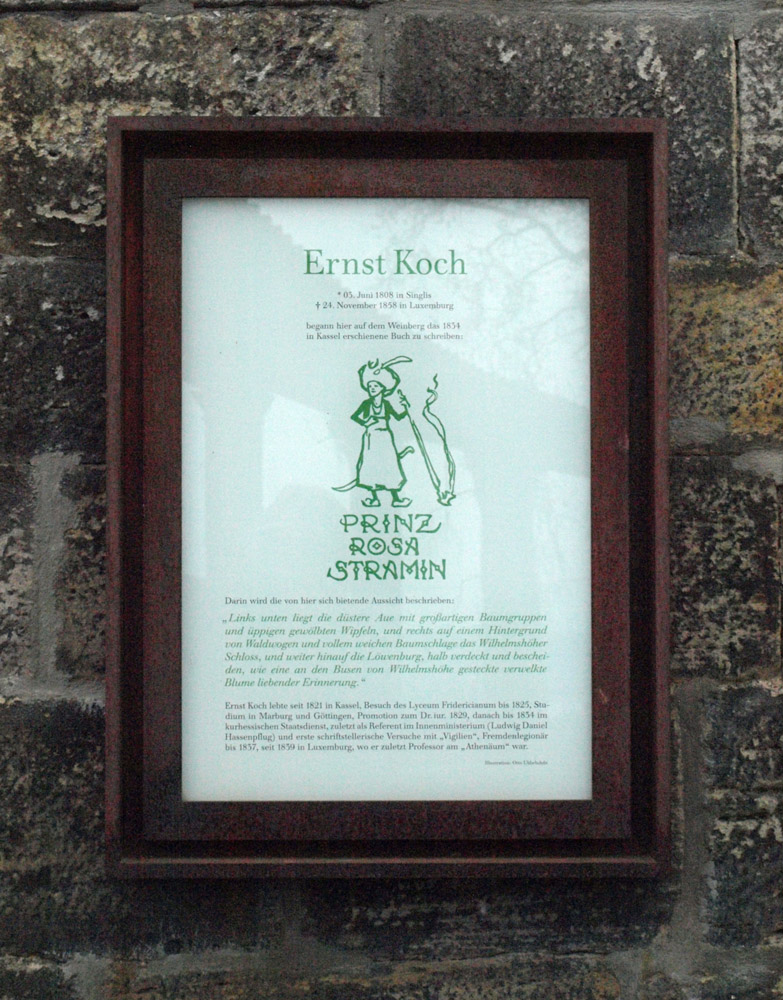
Kassel Weinberg: Gedenktafel für Ernst Koch

### Rückkehr nach Kassel und Berufung nach Luxemburg
In einem sechswöchigen Fußmarsch kehrte Koch 1837 aus Spanien wieder nach Kassel zurück, wo er bei einem Advokaten arbeitete. Im Jahr 1839 holte der nunmehr als Zivilgouverneur in Luxemburg arbeitende Ludwig Hassenpflug Ernst Koch als Regierungssekretär nach dort. Hier heiratete Ernst Koch 1841 Octavie Mullendorf. Aus der Ehe gingen 10 Kinder hervor, von denen aber sieben früh starben. Von 1850 an war Ernst Koch Gymnasialprofessor für deutsche Sprache und Literatur am Athénée de Luxembourg.
Im Alter von 50 Jahren starb er in Luxemburg an Tuberkulose. Sein Grab befindet sich dort auf dem Friedhof Notre Dame.

### Nachwirkung
„Von Ernst Koch ist kein Bild auf die Nachwelt gekommen.“ Dieser Satz von Wilhelm Eckhardt (1871–1934, Rechtsanwalt, Justizrat und „Witzenhäuser aus Neigung“) zu der von Otto Ubbelohde illustrierten Ausgabe des „Prinz“ gilt auch heute noch. Dies gilt auch für das Bild im Rathaus von Witzenhausen, das über 100 Jahre nach seinem vermeintlichen Entstehen erstmals nachzuweisen und 1950 erstmals veröffentlicht worden ist.
Die Kochstraße im Kasseler Stadtteil Wehlheiden, die „Rue Ernest Koch“ in Luxemburg, in Witzenhausen die Ernst-Koch-Straße sowie die dortige Bibliothek erinnern an Ernst Koch. Gedenktafeln befinden sich am Geburtshaus in (Borken-)Singlis, am früheren Wohnhaus der Familie Koch in Witzenhausen,  an einem Haus am Marburger Marktplatz und – seit dem Jahr 2014 – in Kassel im Henschelpark auf dem von Koch im „Prinz“ mehrfach beschriebenen Weinberg.
Noch zu Kochs Lebzeiten erschien „Prinz Rosa-Stramin“ in zwei Auflagen; weitere drei erschienen noch im 19. Jahrhundert, jeweils mit einem „Geleitswort“ von Karl Altmüller, sowie eine Reclam-Ausgabe mit Vorwort von Franz Brümmer. Die von Otto Ubbelohde illustrierten Ausgaben erschienen 1922, 1924 (2. Auflage) und als Reprint 1965. Eine Taschenbuchausgabe erschien 1960 in Luxemburg bei „éditions du centre J. Krippler-Muller“.

## Werke
- Vigilien des armen Rechtskandidaten Leonhard Emil Hubert
- Prinz Rosa-Stramin von Dr. Eduard Helmer, Kassel, im Verlag der J. Luckhardtschen Hofbuchhandlung, 1834. In Gesammelte Schriften Kassel 1873 Digitalisat
- Prinz Rosa-Stramin Teil 2 (Fragment, nie erschienen, wahrscheinlich von Koch vor seinem Tod verbrannt)

- Erzählungen von Ernst Koch, Kassel, Druck und Verlag von H Hotop, 1847, enthält: Aus dem Leben eines bösen Jungen, „Der Königin Gemahl“, „Maria bitt´ für mich“,
- Ernst Koch´s Gedichte aus dessen Nachlasse gesammelt und herausgegeben von einem Freunde des Verstorbenen, Luxemburg 1859, Druck und Verlag von B. Bück